# Васино (усадьба)
Васино — усадьба, расположенная в селе Васино Чеховского района Московской области.

## История
Основана во второй половине XVIII века помещицей А. И. Плаховой, и далее имение переходило её родственникам по наследству. В середине XIX веке её владельцем был П. Ф. Вельяминов. Поочерёдно имением владели А. Н. Вечеслова, до Октябрьской революции 1917 года П. П. Костылёв и Е. В. Костылёва. После революции усадьба была национализирована. В советское время здание усадьбы было обустроено под военный комиссариат. Позже в усадебном здании открыли школу, из-за аварийного состояния усадьбы учебное заведение было перенесено в другое место, в доме проживали преподаватели. С конца XX века здание стояло заброшенным и стремительно разрушалось. Предпринимались попытки восстановления ветхого здания усадьбы, часть крыши покрыта толем, поддерживался от разрушений цоколь из белого камня. В 20-х годах прошлого века в имении находились мебель, картины, библиотека, сейчас их судьба неизвестна. В 1930-е годы надворные и хозяйственные постройки снесены для освобождения под местный колхоз.
В 2014 году усадьбу на аукционе купила компания ASG, задача которой заняться восстановлением не повредив её исторического облика. После реставрации в усадьбе планируется открыть культурно-рекреационный центр.
От усадебного комплекса сохранилось одноэтажное неоштукатуренное деревянное главное здание с антресолями. Построенное в редком для Подмосковных усадьб стиле ампир само здание скрыто за массивом фруктовых деревьев и дачных домов. По главному фасаду строение украшает шестиколонный тосканский портик, в центральной части усадьбы расположен купол, боковые крылья украшены шпилями, частично сохранился регулярный сад с прудом.